# Thomás Xenákis
Pour les articles homonymes, voir Xenakis.
Thomás Xenákis (en grec moderne : Θωμάς Ξενάκης), né le 30 mars 1875 et décédé le 7 juillet 1942, est un gymnaste grec.
Il a remporté une médaille d'argent à l'épreuve de corde lisse lors des Jeux olympiques d'été de 1896 à Athènes.
Thomás Xenákis participe au concours individuel de l'épreuve de corde lisse. C'est le seul concurrent avec son compatriote Nikólaos Andriakópoulos parmi les cinq en lice à parvenir à grimper jusqu'au sommet des 14 mètres. Andriakópoulos y parvient en un temps de 23,4 secondes, soit plus rapidement que Xenákis ce qui lui vaut la médaille d'or. Thomás Xenákis se contente de la médaille d'argent.
Avec le Panellinios Gymnastikos Syllogos (Nikólaos Andriakópoulos, Pétros Persákis et Sotírios Athanasópoulos), il remporte la médaille d'argent de l'épreuve par équipes des barres parallèles. L'équipe termine deuxième, seules trois équipes sont engagées.

## Palmarès

### Jeux olympiques
- Athènes 1896
  -  Médaille d'argent à la corde lisse
  -  Médaille d'argent aux barres parallèles par équipes

## Sources
- Lampros, S.P.; Polites, N.G.; De Coubertin, Pierre; Philemon, P.J.; & Anninos, C., The Olympic Games: BC 776 - AD 1896, Athènes, Charles Beck, 1897 ()